# Karl Wilhelm Paetz
Karl Wilhelm Paetz (* 11. Juni 1781 in Ilfeld; † 27. März 1807) war ein deutscher Jurist.

## Leben
Karl Wilhelm Paetz erhielt im Gymnasium in Ilfeld unter Anleitung seines Vaters Heinrich Alexander Günther Paetz, der Direktor der Schule war, eine treffliche humanistische Bildung. Er zeigte große Begabung beim Lernen, doch behinderte ihn dabei gelegentlich seine körperliche Schwächlichkeit. Bereits Anfang 1798 bezog er im Alter von knapp 17 Jahren die Universität Göttingen, um dort unter Leitung des mit seinem Vater befreundeten Christian Gottlob Heyne die Rechtswissenschaft zu studieren. Durch seine raschen Fortschritte bei seiner Ausbildung und seine liebenswürdige Persönlichkeit erwarb er die Zuneigung der Professoren; so war namentlich Hugo stolz, dass er sein Schüler war. 1801 gewann Paetz den Preis für eine von der Juristenfakultät zu Göttingen gestellte Aufgabe mit einer von ihm dazu verfassten akademischen Abhandlung. Er trat damit in die Fußstapfen seines älteren Bruders Ludwig August, dem die theologische Fakultät zu Göttingen zwei Jahre zuvor den Preis zuerkannt hatte.
Paetz benutzte bald darauf seine Schrift, die bei Dieterich in Göttingen erschien, als Inauguraldissertation und erlangte so den Doktorgrad sowie die Aufnahme unter die Privatdozenten und Beisitzer des Göttinger Spruchkollegiums. Im folgenden Wintersemester hielt er Vorlesungen über das Lehnrecht und deutsche Partikulargeschichte. Dabei hatte er solchen Erfolg, dass er schon im Lauf dieses Winters einen Ruf als ordentlicher Professor der Rechte nach Kiel erhielt. Bevor er dorthin abging, machte er nach damaliger Gewohnheit eine Reise nach Wetzlar, dem Sitz des Reichskammergerichts, woraufhin er mit dem Winter 1802 seine Professur in Kiel antrat. Auch hier zeichnete er sich so aus, dass er 1804 einen Ruf nach Heidelberg erhielt, an dessen Universität ihm der Lehrstuhl für Staats- und Lehnrecht sowie Reichsgeschichte angeboten wurde. Nach schwierigen Verhandlungen, die sich vor allem um bessere Bedingungen drehten, nahm Paetz im Herbst 1804 an. In Heidelberg lehrte er jedoch nur ein Jahr und kehrte bereits im Herbst 1805 nach Göttingen zurück, um hier über deutsches Recht und deutsche Geschichte zu dozieren. Auch verband er damit praktische Übungen nach dem Beispiel Pütters; desgleichen begann er über Lehn- und Kriminalrecht zu lesen.
Die Göttinger Professur, die Paetz mit dem Programm De vera librorum juris feudalis longobardici origine (Göttingen 1805), einer kurzen Gelegenheitsschrift über das langobardische Lehnrecht, antrat, sollte nur eineinhalb Jahre dauern. Er starb am 27. März 1807 im Alter von nur 26 Jahren, nachdem er bereits ein Jahr lang krank gewesen war. Sein Lehrbuch des Lehnrechts, die einzige größere Arbeit von ihm, hinterließ er unvollendet. Fertiggestellt wurde es noch im Sommer 1807 von Christian August Gottlieb Göde, der auch nur 38 Jahre alt wurde. Heyne klagte unmittelbar nach dem Ableben seines Schülers und Freundes Paetz über dessen Tod in einem Brief an Heeren, der ebenfalls zu den engen Bekannten des Verstorbenen gezählt hatte.